# Eix atlàntic d'alta velocitat
L'eix atlàntic d'alta velocitat és un corredor ferroviari que recorre la costa atlàntica de Galícia. Uneix de nord a sud les ciutats de la Corunya, Santiago de Compostel·la, Vilagarcía de Arousa, Pontevedra i Vigo, i està prevista la seva continuació cap al nord fins a Ferrol i cap al sud fins a la frontera portuguesa, a l'altura de Tui.
Es tracta d'una infraestructura amb via doble i traçat apte per velocitats de 250 km/h, amb carrils de 60 kg/m. En un principi era d'ample ibèric però s'estan instal·lant travesses polivalents que permetran la transformació del corredor en ample internacional.
El 2011 es va inaugurar el tram entre Santiago de Compostel·la i la Corunya i l'abril de 2015 es va inaugurar el tram entre Santiago i Vigo.

## Estacions
Les principals estacions de la línia d'alta velocitat són:
- A Coruña
- Uxes
- Cerceda-Meirama
- Ordes
- Santiago de Compostela
- Osebe
- Padrón-Barbanza
- Vilagarcía de Arousa
- Arcade
- Pontevedra
- Redondela AV
- Vigo-Urzáiz

## Connexions
L'Eix atlàntic està connectat a la LAV Olmedo-Zamora-Galícia a Santiago de Compostel·la. De moment només està en funcionament el tram entre Santiago i Ourense d'aquesta línia que connectarà Galícia amb Castella i Lleó i Madrid.
Es preveuen també dues connexions més: amb el Corredor interior de Galícia, que uniria Vigo i la Corunya passant per Ourense i Lugo, i la línia d'alta velocitat portuguesa des de Tui cap a Porto i Lisboa.